# آستین کلپ

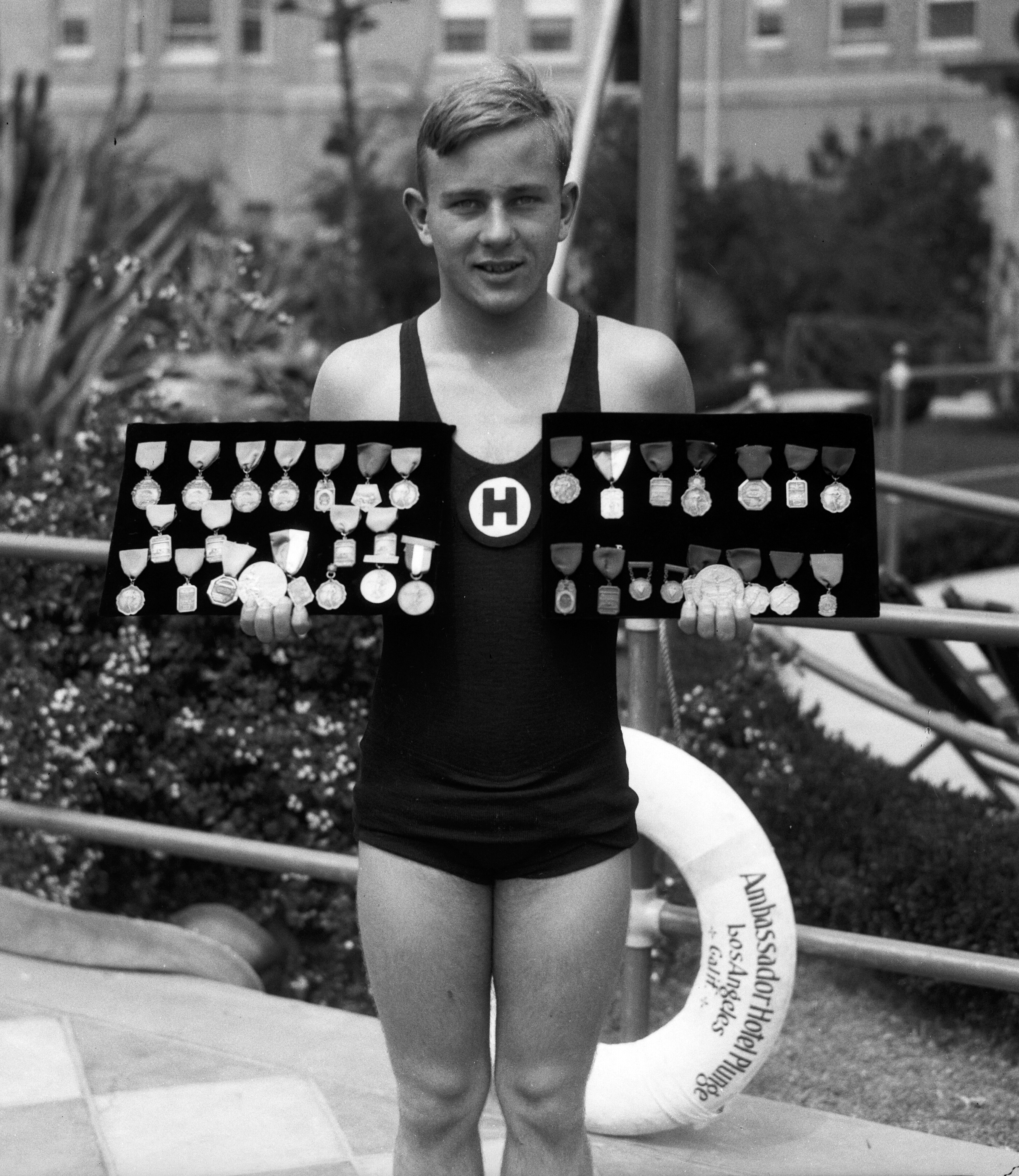
آستین کلپ در المپیک تابستانی ۱۹۲۸

آستین کلپ (به انگلیسی: Austin Clapp) (زادهٔ ۸ نوامبر ۱۹۱۰) شناگر اهل ایالات متحده آمریکا است.